# 武井観光
有限会社武井観光（たけいかんこう）は、千葉県に拠点を置き、貸切バス・高速路線バス事業を展開するバス事業者である。

## 概要
2002年設立。設立当初は貸切バス専業であったが、2013年7月の「新高速バス制度」施行に伴い新高速バス（旧高速ツアーバス）の受託運行に参入。2021年には自社運行の高速バス路線を開設した。

## 沿革
- 2002年1月 - 会社設立。
- 2012年7月14日 - 東京営業所開設[1]。
- 2013年7月 - 新高速バス制度施行に伴い、高速路線バス「アミー号」の受託運行に参入。
- 2018年1月 - 新社屋完成。
- 2021年12月16日 - 高速路線バス「かごたびライナー」運行開始。

## 事業所
- 本社 - 千葉市若葉区坂月町323-4
- 東京営業所 - 東京都江東区東雲1-6-23

## 高速乗合バス
アミー号・かごたびライナーを主に運行する。

### アミー号
千葉県・東京都を起点に、関西方面の路線を運行。高速乗合バス移行前はアミイファクトが主催する都市間ツアーバスであった。関西便の通常便は化粧室無しの4×10列で、それ以外は化粧室無しの11or12列シート車で運行される。
- 関東 - 関西便
  - 海浜幕張駅（通常便のみ）・バスターミナル東京八重洲・バスタ新宿・横浜駅（季節便のみ）- 南草津駅・京都駅八条口・大阪梅田・ユニバーサル・スタジオ・ジャパン（通常便のみ）
- 関東 - 名古屋便
  - 海浜幕張駅（通常便のみ）・バスターミナル東京八重洲・バスタ新宿・横浜駅 （季節便のみ）-名古屋南ささしまライブ

### かごたびライナー
アミー号とは違い、武井観光が自社運行する高速バス。通常は岡山・広島便の1往復と米沢・山形便が夜行1往復運行される。岡山・広島便は化粧室無しの4×10列シート車で、米沢・山形便は化粧室無しの4×12列シート車で運行され、どちらもセパレートカーテン、USBポート等が設置される。また、繁忙期などはどちらも続行便や岡山もしくは広島までの直行便が運行されることがあり、通常便とは座席数などの車内仕様が異なる場合もある。
- 岡山・広島便
  - 千葉駅・海浜幕張（広島直行便のみ）・東京駅鍛冶橋駐車場 - 岡山駅西口（広島直行便は通過）・バスステーション広島駅北口

休憩停車箇所:下り便 海老名サービスエリア・遠州森町パーキングエリア・土山サービスエリア・白鳥パーキングエリア・道口パーキングエリア
上り便:道口パーキングエリア・三木サービスエリア・湾岸長島パーキングエリア・清水パーキングエリア
- 米沢・山形便
  - 千葉駅・海浜幕張駅・西船橋駅・東京駅鍛冶橋駐車場 - 米沢駅東口・道の駅やまがた蔵王・山形駅西口

休憩停車箇所:・佐野サービスエリア・安達太良サービスエリア

### 受託運行
自社運行便の他にも、2024年2月末頃まで杉崎観光バスの北陸便および関西便の受託運行を行っていた。

## 車両
- 日野自動車・三菱ふそうトラック・バス製を保有する。

三菱ふそうトラック・バス製のMS06型エアロクィーンの量産第一号車は、同社に導入されている。